# جنیفر مک‌فالس
جنیفر مک‌فالس (انگلیسی: Jennifer McFalls؛ زادهٔ ۱۰ نوامبر ۱۹۷۱) بازیکن سافت‌بال اهل ایالات متحده آمریکا بود.